# Ворошилово (Костромская область)
Ворошилово — упразднённая деревня в Парфеньевском муниципальном округе Костромской области России. Исключена из учётных данных в 2024 году.
До 2021 года входила в состав Парфеньевского сельского поселения.

## География
Находится в центральной части Костромской области приблизительно в 10 км по прямой на север от центра района села Парфеньево.

## История
До 2021 года деревня входила в состав Парфеньевского сельского поселения.

## Население
| 2008 | 2010 | 2014 |
| ---- | ---- | ---- |
| 0    | →0   | →0   |

Постоянное население не было учтено как в 2002 году, так и в 2022.